# FN:s deklaration om de mänskliga rättigheterna
FN:s deklaration om de mänskliga rättigheterna, officiellt allmänna förklaringen om de mänskliga rättigheterna, antogs 1948 av FN:s generalförsamling i Palais de Chaillot, Paris. Texten till deklarationen om de mänskliga rättigheterna skrevs av FN:s kommission för de mänskliga rättigheterna, med Eleanor Roosevelt som ordförande. Enligt Guinness rekordbok är dokumentet det enskilt mest översatta dokumentet i världen. Det består av 30 artiklar med generalförsamlingens syn på mänskliga rättigheter. Deklarationen är en del av internationella regelverket för mänskliga rättigheter vilket är en ofullständig samling dokument där gällande folkrätt kodifieras, som tillkom 1976.
Deklarationen antogs i generalförsamlingen den 10 december 1948 med 48 röster för, 0 emot, och 8 blanka. De som röstade blankt var Jugoslavien, Polen, Saudiarabien, Sovjetunionen, Sydafrika, Tjeckoslovakien, Ukraina och Belarus.

## Struktur och innehåll
Deklarationens underliggande struktur i infördes i ett andra utkast som utarbetades av René Cassin. Cassin arbetade utifrån ett första utkast, som utarbetades av John Peters Humphrey. Strukturen inspirerades av Code Napoléon, inklusive en ingress och inledande allmänna principer. Cassin jämförde förklaringen med ett grekiskt tempels portik, med ett fundament, trappor, fyra kolonner och ett pediment. 
Förklaringen består av en ingress och trettio artiklar:  
- I ingressen anger de historiska och sociala orsakerna som ledde till ett behov av att utarbeta förklaringen.
- Artiklarna 1–2 fastställer de grundläggande begreppen värde, frihet och jämställdhet.
- Artiklarna 3–5 fastställer andra individuella rättigheter, såsom rätten till liv och förbudet mot slaveri och tortyr.
- Artiklarna 6–11 hänvisar till det grundläggande lagskyddet i de mänskliga rättigheterna med specifika följder som åberopas för försvar när de kränks.
- Artiklarna 12–17 fastställer individens förhållande gentemot samhället (inklusive sådant som fri rörlighet och att äga privategendom).
- Artiklarna 18–21 sanktionerade de så kallade ”konstitutionella friheterna” och med andliga, offentliga och politiska friheter för individen, såsom tanke-, åsikts-, religions- och samvetsfrihet, samt yttrande och organisationsfrihet.
- Artiklarna 22–27 sanktionerar en individs ekonomiska, sociala och kulturella rättigheter, inklusive hälso- och sjukvård. Artikel 25 säger: "Var och en har rätten till en levnadsstandard som är tillräcklig för hälsa och välbefinnande för sig själv och sin familj, inklusive mat, kläder, husrum, omvårdnad och nödvändiga sociala tjänster." Det ger också ytterligare bostäder för säkerhet vid fysisk försvagning eller funktionshinder och nämner särskilt vård som ges till mödrar och barn. [5]
- Artiklarna 28–30 fastställer de allmänna sätten att tillämpa dessa rättigheter, de områden där individens rättigheter inte kan tillämpas och att de inte kan övervinnas mot individen

Dessa artiklar handlar om individens plikt mot samhället och förbudet mot användning av rättigheter i strid med FN-organisationens syften.

## Historia
Redan innan FN:s deklaration om de mänskliga rättigheterna hade flera länder formulerat liknande deklarationer. Några exempel är den engelska Bill of Rights från 1689, USA:s Bill of Rights från 1789 och Frankrikes deklarationen om människans och medborgarens rättigheter från 1789. Efter andra världskriget, då omvärlden fick kunskap om de övergrepp som den nazistiska regimen i Tyskland begått, rådde det i den internationella gemenskapen konsensus om att de mänskliga rättigheterna inte formulerades precist nog i FN-stadgan. Det var nödvändigt att specificera vilka rättigheter varje enskild människa faktiskt hade.
FN:s generalsekreterare tillkallade kanadensaren John Peters Humphrey för att arbeta med projektet och för att utse en förslagskommitté. Kommittén bestod förutom Humprhey av Eleanor Roosevelt från USA, Aleksandr Bogomolov från Sovjetunionen, René Cassin från Frankrike, Charles Malik från Libanon, P. C. Chang från Kina, Charles Dukes från Storbritannien och William Hodgson från Australien.
Enligt Globalizing Family Values var deklarationens "familjevänliga" formuleringar ett resultat av den kristdemokratiska rörelsens påverkan på Cassin och Malik.
Muslimska länder har genom den av flera muslimska länder antagna Kairodeklarationen om de mänskliga rättigheterna i islam riktat kritik mot FN:s deklaration om de mänskliga rättigheterna och menat att de mänskliga rättigheterna bara kan efterlevas och respekteras så länge de står i överensstämmelse med reglerna i Koranen och dess sharialagar.